# Diego Souza
Diego Souza (sinh ngày 22 tháng 3 năm 1984) là một cầu thủ bóng đá người Brasil.

## Sự nghiệp câu lạc bộ
Diego Souza đã từng chơi cho Vissel Kobe, Kashiwa Reysol, Tokyo Verdy, Kyoto Sanga FC, Vegalta Sendai và Montedio Yamagata.